# 96 Dywizja Piechoty (III Rzesza)
96 Dywizja Piechoty (niem. 96. Infanterie-Division) – niemiecka dywizja z czasów II wojny światowej, sformowana na mocy rozkazu z 21 września 1939, w 5. fali mobilizacyjnej na poligonie Bergen w XI Okręgu Wojskowym.
W 1942 r. około 40–45% żołnierzy to Polacy.

## Struktura organizacyjna
- Struktura organizacyjna we wrześniu 1939:

283., 284. i 287. pułk piechoty, 196. pułk artylerii, 196. batalion pionierów, 196. oddział przeciwpancerny, 196. oddział łączności, 196. polowy batalion zapasowy;
- Struktura organizacyjna w czerwcu 1944:

283., 284. i 287. pułk grenadierów, 196. pułk artylerii, 196. batalion pionierów, 96. dywizyjny batalion fizylierów, 196. oddział przeciwpancerny, 196. oddział łączności, 196. polowy batalion zapasowy;

## Dowódcy dywizji
- General Erwin Vierow 15 IX 1939 – 1 VIII 1940
- Generalleutnant Wolf Schede 1 VIII 1941 – 10 IV 1942
- Generalleutnant Joachim Freiherr Von Schleinitz 10 IV 1942 – 5 X 1942
- Generalleutnant Ferdinand Nöldechen 5 X 1942 – 28 VII 1943
- Generalleutnant Richard Wirtz 28 VII 1943 – 1 IX 1944
- Generalleutnant Werner Dürking 1 IX 1944 – 11 IX 1944
- Generalleutnant Richard Wirtz 1 IX 1944 – 1 XI 1944
- Generalmajor Hermann Harrendorf 1 XI 1944 – 8 V 1945